# Torre de' Passeri
Torre de' Passeri è un comune italiano di 2 862 abitanti della provincia di Pescara in Abruzzo, nella Val Pescara e nella subregione delle Terre di Casauria o Casauriense

## Storia
Nel Chronicon Casauriense si ha notizie di “Bectorrita”, antico nome di Torre de' Passeri, che fa subito pensare ad una torre che doveva effettivamente esistere sull'attuale località Torrione. Nel 1097 il conte normanno Guglielmo di Tascione ottiene dal Vescovo di Valva e Abate di San Clemente, Giovanni, la custodia della "Torre di Bectorrita". Nel 1111 il castello di Bectorrita torna nel pieno possesso del monastero di San Clemente a Casauria.
Il definitivo nome "Torre de' Passeri" deriva dall'antico "Turris Passum" (Torre del passo). La torre, infatti, sorgeva nel punto in cui il fiume Pescara si divideva in tanti ruscelletti, che potevano essere attraversati con un passo o poco più. Di notte vi si accendeva un lume per facilitare i viandanti nell'attraversamento, che doveva essere pagato con un pedaggio.
Dopo varie vicende storiche Torre de' Passeri, nel 1652, divenne possesso dei marchesi Mazara di Sulmona, grazie ai quali da piccolo centro di pochi abitanti si trasformò in un importante centro economico.
Il barone Mazara infatti cedette terreni, fornì materiale da costruzione e finanziamenti vari a tutti i torresi che volessero costruirsi una casa e a coloro che volessero trasferirsi per intraprendere un'attività. Questi aiuti spiegano l'arrivo di alcune famiglie di ceramisti di Castelli (TE) come i Pompei, gli Antici, i Cappelletti e i Fraticelli, che iniziarono la produzione della ceramica torrese dando vita ad una fiorente industria che durò fino ai primi decenni del '900. Torre de' Passeri diventò così il più importante centro economico di tutta la zona circostante.

### Sciopero a rovescio
Torre de' Passeri è stato simbolo dello sciopero a rovescio, una delle forme di lotta operaia e contadina sviluppatesi nel secondo dopoguerra italiano, che ha visto la popolazione coinvolta in servizi utili senza retribuzione, per manifestare impegno e rivendicare possibilità di impiego.
La mattina del 15 marzo 1950, donne e uomini torresi attanagliati dalla miseria del dopoguerra, imbracciarono attrezzi da lavoro "per sistemare una mulattiera che collegava il paese a Pietranico", scatenando drammatici scontri tra manifestanti e forze armate, che portarono a 24 arresti, decine di feriti (tra cui donne e bambini) e condanne. Tali episodi, concernenti violenze poliziesche compiute su pacifici dimostranti, balzarono dalle pagine di cronaca nazionale alle Corti di giustizia, fino al Parlamento, per poi rimanere indiscussi e via via dimenticati.
A Torre de' Passeri, il 15 marzo del 2025, a 75 anni esatti da quel giorno del 15 marzo del 1950, è stato inaugurato 'Largo Sciopero alla Rovescia', una piazza per ricordare uno sciopero epocale e per restituire memoria alle ingiustizie dei poveri contadini e disoccupati, colpiti dalle violenze della polizia.

## Monumenti e luoghi d'interesse

### Architetture religiose
Cappella di Santa Lucia
Risalente agli anni '60 ed edificata come cappella privata, venne donata alla parrocchia nel 1989. La struttura è ad impianto ad aula unica rettangolare.
Chiesa della Beata Vergine Maria delle Grazie
Sita in Piazza Plebiscito, costruita alla fine del ‘700 e consacrata nel 1815; è dedicata alla Madonna delle Grazie e serve anche al culto del Patrono Sant' Antonino. La facciata è incrociata a due torri campanarie, le lunette della cupola ospitano quattro pregevoli dipinti degli Evangelisti e la pala dell'altare maggiore è sontuosamente dedicata al patrono, con la raffigurazione del paese protetto dalla Madonna e da Sant' Antonino.
Chiesa della Madonna dell'Arco
Si trova presso l'arco del ponte ferroviario, in direzione di Pietranico. La pietra posta sul portale d'ingresso indica la notizia che l'edificio fu restaurato nel 1893. La chiesa ha impianto a navata unica rettangolare, a terminazione piana, e internamente voltato a botte. La facciata è decorata da movimenti ondulati del tardo barocco, con il portale architravato, una finestra, e un campanile centrale a vela.

### Architetture civili
Casa de Pompeis
Palazzo sorto nell'XVIII secolo su un'originaria bottega di ceramica e residenza fino ai giorni nostri di una delle principali famiglie che hanno contribuito allo sviluppo economico, politico e culturale del paese. Casa de Pompeis ha ospitato per una notte Gioachino Murat, re di Napoli, in una delle sue visite alle Province Abruzzesi. Tuttora è conservata la camera rosa con letto a baldacchino.
Casa Troiani-Calore
Ospita un archivio di notevole interesse storico sull'attività di Pier Luigi Colore, amico di D'Annunzio, Michetti, Tosi, il quale ha ridato vita e lustro all'Abbazia di San Clemente a Casauria. Nella Casa Troiani-Calore sono inoltre custoditi documenti sull'attività dell'ingegner Corradino D'Ascanio, inventore della vespa e dell'elicottero ed in particolare è conservato un importante archivio che raccoglie i progetti di realizzazione del celebre velivolo.

### Architetture militari
Castello Gizzi
Castello Gizzi è l'antica costruzione fortificata che domina Torre de' Passeri, risalente al IX secolo, quando venne fondata la Badia di Casauria. Tracce di fortificazione e di elementi originali si hanno nell'ingresso a sesto acuto, nella zona della cantina, altra prova inconfutabile dell'antichità della struttura è il portone principale dell'abbazia di San Clemente, con gli stemmi dei feudi di sua proprietà, tra cui Torre. Il castello sorse sopra l'antica torre di guardia per volere di Mazara di Sulmona, sotto l'egida della Marchesa Smeralda, che nel 1719 dette avvio ai lavori per una nuova residenza gentilizia. Danneggiato dal terremoto del 2009, è stato riaperto esattamente dieci anni dopo. Il castello ospita la Fondazione "Casa di Dante in Abruzzo" su progetto del MiBACT Il castello fu acquistato nel 1967 dalla famiglia Gizzi, nel 1979 è sede dell'Istituto di Studi e Ricerche Casa di Dante in Abruzzo, fondato a Pescara per volere di Corrado Gizzi, Ermanno Circeo, Luigi Iachini Bellisarii, Piero De Tommaso, Dante Marramiero e Giuseppe Profeta. L'istituto ha lo scopo di diffondere l'opera e il pensiero di Dante Alighieri, grazie all'apporto dei maggiori dantisti nazionali e internazionali. Agisce sia nella provincia di Pescara che in tutta la regione Abruzzo, la società ha un presidente, un comitato scientifico e uno esecutivo, di cui fanno parte docenti e studiosi di Dante delle 4 province d'Abruzzo, e collabora con le principali città dantesche quali Firenze, Ravenna e Roma, promuove dibattiti, convegni, tavole rotonde e conferenze. L'attività ufficiale della Casa di Dante ha avuto inizio nel 1980 con la conferenza di Giorgio Petrocchi a Pescara, successivamente nel 1981 ha avuto inizio la conferenza "Dante e il Rossettismo", sulla scia del dantista Gabriele Rossetti di Vasto, proseguita dal figlio pittore Dante Gabriel.

### Aree naturali
Oasi del Lago di Alanno - Piano d'Orta
L'Oasi del Lago di Alanno - Piano d'Orta è un'oasi provinciale di tutela della fauna di circa 160 ettari, istituita nel 2002 sul territorio dei comuni di Alanno, Bolognano, Scafa e Torre de' Passeri nella zona umida creata dalla diga di Alanno nella Val Pescara, di proprietà dell'Enel dal 1931 a sbarramento del terzo salto del fiume Pescara per l'alimentazione della centrale idroelettrica di Alanno.

## Società

### Evoluzione demografica
Abitanti censiti

## Cultura
- Il Palazzo della Memoria, inaugurato il 1º febbraio 2014 in ricordo delle vittime del sisma aquilano, è una sorta di “Cittadella della Cultura”: sede delle Associazioni cittadine e di un “Museo delle Antiche Arti e Mestieri” (in corso di allestimento) in cui saranno esposte testimonianze della civiltà contadina ed artigiana del paese tra '800 e '900; ospita anche una Sala della Musica (completamente insonorizzata) ed una Sala Convegni e videoproiezioni. Quest'ultima è stata intitolata a Daniela Bortoletti e Martina Di Battista, due giovani studentesse universitarie torresi morte a L'Aquila, sotto le macerie del terremoto del 6 aprile 2009. La struttura di Via San Rocco, ancorata alla collina che domina il centro storico di Torre de' Passeri, è anche conosciuta col nome di Palazzo ex-Municipio perché, tra gli anni ‘50 e ‘70, ospitò la casa comunale. Oggi è di nuovo fruibile grazie a lavori di consolidamento, ristrutturazione e risanamento funzionale.
- All'interno di Casa della Scuola (sede della scuola primaria) è presente la Biblioteca Regionale, a cura dell'Agenzia Regionale di Promozione Culturale, che vanta più di 5.000 titoli, con annessa sala studio.

### Scuole
- Istituto comprensivo "Alberto Manzi" - Scuola dell'Infanzia, Scuola Primaria e Scuola Secondaria di Secondo Livello. L'istituto Manzi, comprende anche altre 9 scuole su quattro comuni limitrofi Tocco Da Casauria, Castiglione A Casauria, Bolognano e Pescosansonesco. La Sede Centrale, con Dirigenza e Uffici di Segreteria, è ubicata presso l’edificio della Scuola Secondaria di primo grado di Torre de’ Passeri.
- Istituto Tecnico Economico (ITE), raggruppato nell'Istituto Omnicomprensivo di Popoli. La Sede Centrale, con Dirigenza e Uffici di Segreteria, è ubicata presso l’edificio della Scuola Primaria e Secondaria di primo grado di Popoli.

## Economia
Il paese è circondato da fertili campagne, che producono uve e vini primo fra tutti il Montepulciano. Questa zona, infatti, inserita nella strada del vino “Tremonti”.
Importante anche lo stretto legame tra il paese e gli arrosticini, tipico prodotto abruzzese, perché secondo gli abitanti del paese proprio a Torre de' Passeri si iniziò, non a produrli, bensì a commerciarli.

## Infrastrutture e trasporti

### Strade
Il territorio comunale è attraversato dall'autostrada A25 e dalle strade provinciali SP51, SP53, SP56 e SP73.

### Ferrovie
Il comune è servito dalla stazione di Stazione di Torre de' Passeri, situata all'interno del centro abitato e posta sulla ferrovia Roma-Sulmona-Pescara.

### Mobilità urbana
La società regionale TUA gestisce i collegamenti con Pescara, Chieti e Sulmona; una piccola rete di linee suburbane, gestite anch'esse dalla TUA, collega inoltre Torre con alcuni paesi vicini (Castiglione a Casauria, Pescosansonesco, Bolognano, Salle e Corvara).

## Amministrazione
| Periodo | Periodo   | Primo cittadino  | Partito      | Carica  | Note |
| ------- | --------- | ---------------- | ------------ | ------- | ---- |
| 2004    | 2009      | Antonio Linari   | lista civica | Sindaco |      |
| 2009    | 2014      | Antonio Linari   | lista civica | Sindaco |      |
| 2014    | 2019      | Piero Di Giulio  | lista civica | Sindaco |      |
| 2020    | in carica | Giovanni Mancini | lista civica | Sindaco |      |

### Gemellaggi
- Manteigas, dal 2017[16].

## Sport

### Impianti sportivi
- Bocciodromo Comunale. Una struttura polivalente pensata per rispondere a diverse necessità, dallo sport al tempo libero, sia per giovani che per anziani, alla cultura e al sociale. L'edificio a pianterreno è diviso in due, uno spazio con i due campi di bocce ed un altro dedicato agli spettatori, ma adatto anche per ospitare convegni e manifestazioni, con tavoli sedie e un tavolo da ping-pong. Al piano superiore è presente un piano ridotto con tavolo da biliardo.
- Villa Comunale “150º anniversario dell’Unità d’Italia”, al suo interno sono presenti il Palazzetto dello Sport (ospita la società Torre Spes Basket, militante nel campionato Serie C regionale "Silver" - Abruzzo e Molise, e la ASD Freedom - Ginnastica Ritmica capeggiata dalla ex ginnasta Chiara Ianni, vice campionessa del mondo con la nazionale di ginnastica ritmica), la Piscina Comunale, il Campo Calcio a 5 (ha ospitato le partite casalinghe della Torre Calcio a 5 nel campionato provinciale di serie D) e il Campo Polivalente (tennis e basket).
- Stadio Comunale “Giuseppe Volpe”.